# Linderina
Linderina är ett släkte av svampar. Linderina ingår i familjen Kickxellaceae, ordningen Kickxellales, divisionen oksvampar och riket svampar.
|           | Coemansia                                                                     |
|           |                                                                               |
|           | Kickxella                                                                     |
|           |                                                                               |
|           | Martensella                                                                   |
|           |                                                                               |
|           | Mycoëmilia                                                                    |
|           |                                                                               |
|           | Ramicandelaber                                                                |
|           |                                                                               |
|           | Myconymphaea                                                                  |
|           |                                                                               |
|           | Spiromyces                                                                    |
|           |                                                                               |
| Linderina | \| \| Linderina pennispora \| \| \| \| \| \| Linderina macrospora \| \| \| \| |
|           | \| \| Linderina pennispora \| \| \| \| \| \| Linderina macrospora \| \| \| \| |
|           | Dipsacomyces                                                                  |
|           |                                                                               |
|           | Pinnaticoemansia                                                              |
|           |                                                                               |
|           | Spirodactylon                                                                 |
|           |                                                                               |
|           | Martensiomyces                                                                |
|           |                                                                               |
|           | Linderina pennispora                                                          |
|           |                                                                               |
|           | Linderina macrospora                                                          |
|           |                                                                               |

|  | Linderina pennispora |
|  |                      |
|  | Linderina macrospora |
|  |                      |